# Avernes-Saint-Gourgon
Avernes-Saint-Gourgon település Franciaországban, Orne megyében. Lakosainak száma 69 fő (2022. január 1.). Avernes-Saint-Gourgon Le Bosc-Renoult, Canapville, Pontchardon, Saint-Aubin-de-Bonneval, Saint-Germain-d’Aunay és Livarot-Pays-d'Auge községekkel határos.

## Népesség
A település népességének változása:
| Lakosok száma | 62   | 57   | 61   | 56   | 59   | 62   | 65   | 66   | 69   |
|               | 2013 | 2015 | 2016 | 2017 | 2018 | 2019 | 2020 | 2021 | 2022 |